# العلاقات السويدية الكورية الجنوبية
العلاقات السويدية الكورية الجنوبية هي العلاقات الثنائية التي تجمع بين السويد وكوريا الجنوبية.

## مقارنة بين البلدين
هذه مقارنة عامة ومرجعية للدولتين:
| وجه المقارنة                                              | السويد                                                                               | كوريا الجنوبية                                                          |
| --------------------------------------------------------- | ------------------------------------------------------------------------------------ | ----------------------------------------------------------------------- |
| المساحة (كم2)                                             | 450.30 ألف                                                                           | 100.30 ألف                                                              |
| عدد السكان (نسمة)                                         | 10.16 مليون                                                                          | 51.47 مليون                                                             |
| الكثافة السكانية (ن./كم²)                                 | 22.56                                                                                | 513.16                                                                  |
| العاصمة                                                   | ستوكهولم                                                                             | سول                                                                     |
| اللغة الرسمية                                             | اللغة السويدية، لغات السامي، اللغة الفنلندية، منكيلي، اللغة الرومنية، اللغة اليديشية | اللغة الكورية                                                           |
| العملة                                                    | كرونة سويدية                                                                         | وون كوري جنوبي                                                          |
| الناتج المحلي الإجمالي (بليون دولار)                      | 538.04 مليار                                                                         | 1.53 تريليون                                                            |
| الناتج المحلي الإجمالي (تعادل القوة الشرائية) بليون دولار | 469.01 مليار                                                                         | 1.75 تريليون                                                            |
| الناتج المحلي الإجمالي الاسمي للفرد دولار أمريكي          | 50.58 ألف                                                                            | 27.22 ألف                                                               |
| الناتج المحلي الإجمالي للفرد دولار أمريكي                 | 45.30 ألف                                                                            |                                                                         |
| مؤشر التنمية البشرية                                      | 0.907                                                                                | 0.901                                                                   |
| رمز المكالمات الدولي                                      | +46                                                                                  | +82                                                                     |
| رمز الإنترنت                                              | .se                                                                                  | .kr                                                                     |
| المنطقة الزمنية                                           | توقيت وسط أوروبا، ت ع م+01:00، ت ع م+02:00، أوروبا/ستوكهولم ‏                         | توقيت كوريا الجنوبية، ت ع م+09:00، آسيا/سيول ‏، ت ع م+08:00، ت ع م+08:30 |

## مدن متوأمة
في ما يلي قائمة باتفاقيات التوأمة بين مدن سويدية وكورية جنوبية:
- ترتبط بلدية أبسالة [الإنجليزية]‏ مع دايجون باتفاقية توأمة منذ 1989.[14][14][14]

## منظمات دولية مشتركة
يشترك البلدان في عضوية مجموعة من المنظمات الدولية، منها:
| علم المنظمة | اسم المنظمة                               | تاريخ انضمام السويد | تاريخ انضمام كوريا الجنوبية |
| ----------- | ----------------------------------------- | ------------------- | --------------------------- |
|             | مؤسسة التمويل الدولية                     | 20 يوليو 1956       | 16 مارس 1964                |
|             | مجموعة أستراليا                           | 1991                | 1996                        |
|             | يونسكو                                    | 23 يناير 1950       | 14 يونيو 1950               |
|             | مجموعة الموردين النوويين                  | ?                   | ?                           |
|             | الوكالة الدولية للطاقة                    | ?                   | ?                           |
|             | مؤسسة التنمية الدولية                     | 24 سبتمبر 1960      | 18 مايو 1961                |
|             | منظمة التعاون الاقتصادي والتنمية          | ?                   | 12 ديسمبر 1996              |
|             | المركز الدولي لتسوية المنازعات الاستشارية | 28 يناير 1967       | 23 مارس 1967                |
|             | وكالة ضمان الاستثمار متعدد الأطراف        | 12 أبريل 1988       | 12 أبريل 1988               |
|             | منظمة حظر الأسلحة الكيميائية              | ?                   | ?                           |
|             | البنك الإفريقي للتنمية                    | ?                   | ?                           |
|             | الأمم المتحدة                             | 19 نوفمبر 1946      | 17 سبتمبر 1991              |
|             | منظمة الشرطة الجنائية الدولية             | ?                   | ?                           |
|             | البنك الدولي للإنشاء والتعمير             | 31 أغسطس 1951       | 26 أغسطس 1955               |
|             | الفريق المعني برصد الأرض                  | ?                   | ?                           |
|             | الاتحاد البريدي العالمي                   | ?                   | ?                           |
|             | منظمة التجارة العالمية                    | 1995                | ?                           |
|             | المنظمة الهيدروغرافية الدولية             | ?                   | ?                           |
|             | بنك التنمية الآسيوي                       | 1966                | 1966                        |
|             | نظام تحكم تكنولوجيا القذائف               | 1991                | 2001                        |

## وصلات خارجية
- موقع وزارة الخارجية السويدية
- موقع وزارة الخارجية الكورية الجنوبية